# Чэнь Вэйцян
Чэнь Вэйця́н (кит. упр. 陈伟强, пиньинь Chén Wěiqiáng, р.7 июня 1958) — китайский тяжелоатлет, олимпийский чемпион.

## Биография
Чэнь Вэйцян родился в 1958 году в уезде Дунгуань провинции Гуандун. В 1972 году начал заниматься тяжёлой атлетикой. В 1978 году завоевал серебряную медаль молодёжного чемпионата мира, в 1982 году — золотую медаль Азиатских игр, а в 1984 году на Олимпийских играх в Лос-Анджелесе стал чемпионом в своей весовой категории..